# 設定より規約
設定より規約（せっていよりきやく、英: convention over configuration; CoC）とは、開発者の決定すべきことを減少させ、単純にするが柔軟性は失わせないソフトウェア設計パラダイム。
この言葉の本質的な意味は、開発者が指定しなければならないのはアプリケーションの慣例に従わない点だけだ、ということである。例えば、モデルの中にSalesというクラスがあれば、データベース中の対応する表の名前はデフォルトでsalesである、という規約を定める。この規約から逸脱するときだけ、例えばその表を "products_sold" という名前にする場合だけ、その名前を使ったコードを書く必要が生じる。
使用しているツールが実装した規約が開発者の望む動作と一致していれば、設定ファイルを書く必要もない。実装規約と望みの動作が違っている場合だけ、必要な動作を設定すればよい。

## 背景
従来のソフトウェアフレームワークには、複数の設定ファイルを持ちまたそれぞれに多数の設定項目が存在するものがあった。これらはプロジェクト固有の情報を定義するためのもので、URLからクラス - データベーステーブル間のマッピングに至るまで、多岐に渡る情報が含まれた。大量の設定ファイルがまたそれぞれ大量の設定項目を有するという状況は、アプリケーションの設計が過度に複雑であることを示す場合が少なくない。
例えば、Javaの永続性マッパーとして有名なHibernateの初期バージョンでは、クラス実体（エンティティ）のフィールドとデータベーステーブル間のマッピングをXMLファイルで記述していた。ところが、このような情報の大半は、クラス名とデータベーステーブル名を同名とし、フィールド名とカラム名も同名にする、という簡単な規約さえあったならわざわざ定義するまでも無かった筈である。Hibernateの後のバージョンでは事実この設定用XMLファイルは廃止され、正に今述べた通りの規約が採用された。規約から逸脱せざるを得ない場合はJavaのアノテーションを用いて利用者独自の定義を書けるようになっている。

## 使用
最近のフレームワークは「設定より規約」アプローチを採用しているものが多い。例えば、Ruby on Rails、Kohana、Grails、Grok、Zend Framework、CakePHP、Symfony などがある。